# Locura de amor
Locura de amor é uma telenovela mexicana juvenil produzida por Roberto Gómez Fernández para a Televisa e exibida entre 1 de maio e 6 de outubro de 2000. 
É um remake da telenovela Dulce desafío, produzida em 1988. 
A trama é protagonizada por Juan Soler e Adriana Nieto (que foi substituída por Irán Castillo nos capítulos finais), e antagonizada por Laisha Wilkins, Gabriela Platas e Raúl Araiza. 

## História
Loucura de Amor conta a história de Natalia Sandoval, uma jovem rica e rebelde que sofre muito com a ausência da mãe, que morreu afogada quando a salvou na piscina. Vive com seu pai Santiago, com quem mantem um relacionamento hostil e discussões constantes por desaprovação ao relacionamento que ele mantém com Ruth, sua noiva, Esther, sua avó, e sua irmã, Beatriz.
Natalia também é a mais controversa de sua escola, o Instituto Minerva. Dirigido por Clemencia Castañon, uma mulher de caráter difícil que desvia dinheiro do colégio em sua má gestão, por sua vez, torna a vida de Natalia impossível na escola.
Na escola, Natalia conta com seus amigos, Carmen, uma jovem com problemas de alcoolismo, Lucinda, uma jovem que sofre por sua invalidez, causada por um acidente automobilístico, e Mirtha, a mais humilde e estudiosa, porém com rivalidade com a hosti Rebeca. A vida na escola é monótona e entediante, e Natalia não foi capaz de alterar o seu comportamento até a chegada de Enrique Gallardo, seu novo psicólogo escolar, que auxilia na mudança do comportamento de Natalia e, consequentemente, desenvolve um interesse amoroso.

## Elenco
- Adriana Nieto/Irán Castillo...... Natalia Sandoval
- Juan Soler...... Enrique Gallardo
- Juan Peláez...... Santiago Sandoval
- Rosa María Bianchi...... Clemencia Castañón
- Beatriz Aguirre...... Esther Sandoval (mesmo personagem em Dulce Desafío)
- Laisha Wilkins...... Rebeca Becerril
- Adamari López...... Carmen Ruelas
- Osvaldo Benavides...... León Palacios
- Francesca Guillén...... Lucinda Balboa
- Mariana Ávila...... Dafne Hurtado
- Audry Vera...... Citlalli de la Fuente
- Ana Liz Rivera...... Mirtha Gómez
- Pía Aún...... Brenda Tovar
- Ulises de la Torre...... Felipe Zárate
- Renato Bartilotti...... Mauro Rodari
- Alejandro de la Madrid...... Paco Ruelas
- Dulce María...... Ximena
- Manola Diez...... Melissa
- Dominika Paleta...... Pamela
- Monica Riesta...... Angeles
- Omar García Peña...... Juanjo Olvera e Monfort
- Gabriela Platas...... Gisela Castillo
- Yula Pozo...... Doris Quintana
- Alejandra Barros...... Beatriz Sandoval
- Mané Macedo...... Ruth Quintana
- Mario Prudom...... Alejo
- Josefina Echánove...... Hortensia Valderrama
- Amparito Arozamena...... Doña Tomasa
- Rafael Amador...... Rosalío Gómez
- Olivia Bucio...... Irene Ruelas
- Luis Couturier...... Hugo Castillo
- Ricardo de Pascual...... Manolo Palacios
- Eduardo Liñán...... Sergio Balboa
- Patricia Martínez...... Belén Gómez
- Alejandra Peniche...... Vilma Lara
- Pedro Weber...... Faustino Cisneros
- Julio Vega...... Don Gaspar
- Raúl Araiza...... Iván Quintana
- Aurora Alonso...... Herminia López
- Angeles Balvanera...... Tita Juan
- Juan Carlos Casasola...... Damián
- Mauricio Castillo...... Salustio Marín
- Carlos Curiel...... Israel Ana
- María de la Torre...... Gabriela Cuevas
- María de Souza...... Vera Montes
- Jacqueline García...... Priscila Bletrán
- Amparo Garrido...... Chabela
- Juan Antonio Gómez...... Blas
- Anabel Gutiérrez...... Corina
- Enrique Hidalgo...... Padre Javier
- Mayra Loyo...... Rosalya
- Bibelot Mansur...... Rubí
- Sergio Márquez...... Don Neto
- Consuelo Mendiola...... Shandira
- Beatriz Monroy...... Macrina
- Raquel Morell...... Paulina Hurtado
- Rosa María Moreno...... Magnolia
- Claudia Ortega...... Venus
- Alex Peniche...... Chema
- Natalia Traven...... Ana
- Lupe Vázquez...... Justina Suárez
- Tere Vázquez...... Goya
- Juan Carlos Colombo...... Alfonso Ruelas
- Georgina Becerril...... Elisa Becerril
- Anadela...... Mariana
- Andrea Soberón...... Natalia Sandoval (criança)
- Fátima Torre...... Beatriz Sandoval (criança)
- Mónica Murga...... Angeles
- Pepe Olivares...... Carlos Vega
- Norma Reyna Brito...... Eusebia Torres
- Adalberto Parra...... Fabricio
- Jordi Rosado...... Condutor Intercolegial
- Adriana Barraza...... Soledad Retana
- Anahí...... Jovana Luna Guerra (participação)
- Ana Layevska...... Marina Iturriaga Camargo (participação)
- Kuno Becker...... León Baldomero (participação)

## Reprise
Foi reprisada pelo TLNovelas entre 2 de março e 7 de agosto de 2009, sendo substituida por DKDA: Sueños de juventud. 

## Audiência
Teve um bom êxito, e alcançou 24,6 pontos de média.